# Sara Ramírez
Sara Ramírez, född 31 augusti 1975 i Mazatlán, Sinaloa, Mexiko, är en mexikansk skådespelare, sångare, låtskrivare och aktivist känd från Grey's Anatomy och You've Got Mail.

## Biografi

### Uppväxt
Sara Ramírez föddes i semesterorten Mazatlán i Mexiko. Vid åtta års ålder flyttade hen med sin mor till Tierrasanta, San Diego, USA. Väl i San Diego gick Ramírez på San Diego School of Creative and Performing Arts och därefter på välkända Juilliard School i New York. Där utvecklade Ramírez både sitt skådespeleri och sin sång.

### Karriär
Ramírez debuterade 1998 på Broadway i rollen som "Wahzinak" i Paul Simons pjäs The Capeman. Ramírez hade en roll 1999 i The Gershwins' Fascinating Rhythm och vann Broadway-priset Outer Critics Circle Award för den prestationen.
Ramírez har även medverkat i musikalen Dreamgirls och tillsammans med Tova Feldshuh och Suzanne Bertish framförde hen The Vagina Monologues, på svenska mer känd som Vivagina.
Sara Ramírez har lånat ut sin röst till ett flertal produktioner, bland annat PlayStation-spelen UmJammer Lammy och PaRappa the Repper2.
Det var under den andra säsongen av Grey's Anatomy som Ramírez karaktär "Dr. Calliope 'Callie' Torres" först dök upp. Ramírez roll blev permanent under den tredje säsongen. I ett "Grey's Anatomy"-specialavsnitt av The Oprah Winfrey Show avslöjade Sara Ramírez att tv-bolaget ABC, som producerar Grey's Anatomy, blev så imponerade av Ramírez insats i Spamalot att de erbjöd Ramírez att välja vilken roll som helst i någon av deras serier; Ramírez valde Grey's Anatomy, som hen själv var ett fan av.

## Privatliv
Den 4 juli 2012 gifte sig Ramirez med Ryan Debolt i New York. 
I oktober 2016 kom Ramirez ut som queer och bisexuell. I augusti 2020, berättade Ramirez att hen identifierar sig som ickebinär.  

## Filmografi (urval)
| År        | Titel                 | Roll                         | Noteringar       |
| --------- | --------------------- | ---------------------------- | ---------------- |
| 1998      | You've Got Mail       | Rose                         | Romantisk komedi |
| 2002      | Chicago               | Ensemble                     | Musikalfilm      |
| 2006–2016 | Grey's Anatomy        | Dr. Calliope "Callie" Torres | TV-serie         |
| 2021–2023 | And Just Like That... | Che Diaz                     | TV-serie         |

## Priser
| År   | Pris                       | Kategori                                             | Resultat | Roll                   |
| ---- | -------------------------- | ---------------------------------------------------- | -------- | ---------------------- |
| 2005 | Tony Award                 | Bästa Kvinnliga Biroll i en Musikal                  | Vinst    | Monty Pythons Spamalot |
| 2005 | Outer Critics Circle Award | Fantastisk prestation av en skådespelerska i musikal | Vinst    | Monty Pythons Spamalot |
| 2007 | Screen Actors Guild        | Fantastisk prestation av en ensemble i dramaserie    | Vinst    | Grey's Anatomy         |